# Goejeong-dong, Busan
Goejeong-dong (koreanska: 괴정동) är en stadsdel i staden Busan i den sydöstra delen av Sydkorea, 300 km sydost om huvudstaden Seoul. Den ligger i stadsdistriktet Saha-gu i den västra delen av staden.

## Indelning
Administrativt är Goejeong-dong indelat i:
| Namn    | Namn                 | Yta km² | Invånare 31 dec 2018 |
| ------- | -------------------- | ------- | -------------------- |
| 괴정1동 | Goejeong 1(il)-dong  | 1,09    | 21 019               |
| 괴정2동 | Goejeong 2(i)-dong   | 1,03    | 15 194               |
| 괴정3동 | Goejeong 3(sam)-dong | 1,90    | 13 907               |
| 괴정4동 | Goejeong 4(sa)-dong  | 0,87    | 13 401               |